# 고양이에게 풍선
〈고양이에게 풍선〉(일본어: ネコに風船 네코니후센[*])은 일본의 가수 오오츠카 아이가 발매한 9번째 싱글로, 2005년 7월 13일 발매되었다.
〈고양이에게 풍선을〉은 고양이의 시선에서, 길거리의 고양이가 느끼는 생각을 가사로 적은 곡이다. 뮤직 비디오에도 고양이들이 등장하는데, 마지막 장면에 노래 제목처럼 풍선에 매달린 고양이들이 하늘 위로 떠오르는 장면이 등장한다. 영화 《서 있는 동물 이야기》의 주제가로 선정되었고, 휴대 전화 광고 음악으로도 사용되었다.
커플링 곡으로 계절감이 드러나는 미디엄 템포 곡 〈여름 하늘〉이 수록되어 있다.
〈고양이에게 풍선을〉은 3번째 정규 앨범 《LOVE COOK》에 수록되었고, 베스트 앨범 《아이 am BEST》에도 수록되었다.

## 곡목
CD
1. ネコに風船 (고양이에 풍선)
2. 夏空 (여름하늘)
3. ネコに風船 (Instrumental)
4. 夏空 (Instrumental)

DVD
1. ネコに風船 (Music Clip)